# Monaco op de Olympische Zomerspelen 2020
Monaco nam deel aan de Olympische Zomerspelen 2020 in Tokio, Japan. Er werden op deze spelen van 23 juli tot en met 8 augustus 2021 geen medailles behaald door deelnemers uit Monaco.
Er namen zes deelnemers mee, drie mannen en drie vrouwen, verdeeld over vijf verschillende sporten.

## Atleten
Onderstaande lijst van aantal deelnemers aan de verschillende onderdelen op deze Olympische Spelen:
| sport       | mannen | vrouwen | totaal |
| ----------- | ------ | ------- | ------ |
| Atletiek    | 0      | 1       | 1      |
| Judo        | 1      | 0       | 1      |
| Roeien      | 1      | 0       | 1      |
| Tafeltennis | 0      | 1       | 1      |
| Zwemmen     | 1      | 1       | 2      |
| Totaal      | 3      | 3       | 6      |

## Deelnemers en resultaten

### Atletiek
Vrouwen
Loopnummers
| atlete           | onderdeel | series | series | kwartfinale    | halve finale   | halve finale   | finale         | finale         |                |
| atlete           | onderdeel | tijd   | rang   | tijd           | tijd           | rang           | tijd           | rang           |                |
| ---------------- | --------- | ------ | ------ | -------------- | -------------- | -------------- | -------------- | -------------- | -------------- |
| Charlotte Afriat | 100 m     | 12,35  | 5      | niet geplaatst | niet geplaatst | niet geplaatst | niet geplaatst | niet geplaatst | niet geplaatst |

### Judo
Mannen
| atleet       | onderdeel | eerste ronde         | tweede ronde         | derde ronde           | kwartfinale          | halve finale         | herkansing           | finale / BM          | finale / BM    |
| atleet       | onderdeel | tegenstander uitslag | tegenstander uitslag | tegenstander uitslag  | tegenstander uitslag | tegenstander uitslag | tegenstander uitslag | tegenstander uitslag | rang           |
| ------------ | --------- | -------------------- | -------------------- | --------------------- | -------------------- | -------------------- | -------------------- | -------------------- | -------------- |
| Cédric Bessi | −73 kg    | bye                  | Diallo W 10 - 0      | Tsogtbaatar V 01 - 11 | niet geplaatst       | niet geplaatst       | niet geplaatst       | niet geplaatst       | niet geplaatst |

### Roeien
Mannen
| atleet             | onderdeel | series  | series | herkansingen | herkansingen | kwartfinale | kwartfinale | halve finale | halve finale | finale  | finale |
| atleet             | onderdeel | tijd    | rang   | tijd         | rang         | tijd        | rang        | tijd         | rang         | tijd    | rang   |
| ------------------ | --------- | ------- | ------ | ------------ | ------------ | ----------- | ----------- | ------------ | ------------ | ------- | ------ |
| Quentin Antognelli | skiff     | 7.10,52 | 4 H    | 7.34,14      | 1 'KF        | 7.29,99     | 4 HC/D      | 7.06,03      | 2 FC         | 7.01,85 | 15     |

Legenda: FA=finale A (medailles); FB=finale B (geen medailles); FC=finale C (geen medailles); FD=finale D (geen medailles); FE=finale E (geen medailles); FF=finale F (geen medailles); HA/B=halve finale A/B; HC/D=halve finale C/D; HE/F=halve finale E/F; KF=kwartfinale; H=herkansing

### Tafeltennis
Vrouwen
| atlete       | onderdeel | voorronde            | eerste ronde         | tweede ronde         | derde ronde          | vierde ronde         | kwartfinale          | halve finale         | finale / BM          | finale / BM |
| atlete       | onderdeel | tegenstander uitslag | tegenstander uitslag | tegenstander uitslag | tegenstander uitslag | tegenstander uitslag | tegenstander uitslag | tegenstander uitslag | tegenstander uitslag | rang        |
| ------------ | --------- | -------------------- | -------------------- | -------------------- | -------------------- | -------------------- | -------------------- | -------------------- | -------------------- | ----------- |
| Xiaoxin Yang | enkelspel | bye                  | bye                  | Trifonova W 4–1      | Sun Y V 0–4          | niet geplaatst       | niet geplaatst       | niet geplaatst       | niet geplaatst       |             |

### Zwemmen
Mannen
| atleet       | onderdeel         | series   | series | halve finale   | halve finale   | finale         | finale         |
| atleet       | onderdeel         | tijd     | rang   | tijd           | rang           | tijd           | rang           |
| ------------ | ----------------- | -------- | ------ | -------------- | -------------- | -------------- | -------------- |
| Theo Druenne | 1500 m vrije slag | 16.17,20 | 28     | niet geplaatst | niet geplaatst | niet geplaatst | niet geplaatst |

Vrouwen
| atlete          | onderdeel        | series | series | halve finale   | halve finale   | finale         | finale         |
| atlete          | onderdeel        | tijd   | rang   | tijd           | rang           | tijd           | rang           |
| --------------- | ---------------- | ------ | ------ | -------------- | -------------- | -------------- | -------------- |
| Claudia Verdino | 100 m schoolslag | DSQ    | DSQ    | niet geplaatst | niet geplaatst | niet geplaatst | niet geplaatst |